# Ironman Hawaï 1991
De Ironman Hawaï 1991 is een triatlonwedstrijd, die wordt beschouwd als het wereldkampioenschap triatlon voor de Ironman Afstand (3,86 km zwemmen - 180,2 km fietsen - 42,195 km hardlopen). Deze 15e editie van de Ironman Hawaï vond plaats op zaterdag 19 oktober 1991. Er werd gestart op het eiland Hawaï in Kailua-Kona.
De wedstrijd bij de mannen werd net als de vorige editie gewonnen door de Amerikaan Mark Allen. Dit was de derde maal dat hij op het hoogste schavot mocht staan. Met een finishtijd van 8:18.32 had hij een voorsprong van zes minuten op de Australische Greg Welch. Bij de vrouwen won de Zimbabwaanse Paula Newby-Fraser de wedstrijd in 9:07.52 en versloeg hiermee Amerikaanse Erin Baker die in 9:23.37 over de finish kwam.
De beste Nederlander was Ben van Zelst met een achtste plaats. Met een tijd van 8:49.51 bleef hij Rob Barel, Henry Kiens en Jos Everts voor.

## Uitslagen

### Mannen
| rang   | naam              | land | totaaltijd | zwemmen | fietsen | lopen   |
| ------ | ----------------- | ---- | ---------- | ------- | ------- | ------- |
| Goud   | Mark Allen        | USA  | 8:18.32    | 0:50.14 | 4:46.07 | 2:42.09 |
| Zilver | Greg Welch        | AUS  | 8:24.34    | 0:51.02 | 4:45.21 | 2:48.10 |
| Brons  | Jeff Devlin       | USA  | 8:27.55    | 0:54.12 | 4:43.11 | 2:50.31 |
| 4      | Pauli Kiuru       | FIN  | 8:30.07    | 0:51.08 | 4:45.20 | 2:53.38 |
| 5      | Wolfgang Dittrich | GER  | 8:30.48    | 0:48.02 | 4:42.58 | 2:59.48 |
| 6      | Scott Tinley      | USA  | 8:43.06    | 0:53.59 | 4:49.59 | 2:59.07 |
| 7      | Ken Glah          | USA  | 8:46.29    | 0:51.06 | 4:50.03 | 3:05.19 |
| 8      | Ben van Zelst     | NED  | 8:49.51    | 0:54.02 | 4:55.08 | 3:00.39 |
| 9      | Cristian Bustos   | CHI  | 8:50.52    | 0:52.55 | 4:54.52 | 3:03.04 |
| 10     | Stefan Kolm       | USA  | 8:53.06    | 0:51.25 | 4:52.21 | 3:09.19 |

### Vrouwen
| rang   | naam               | land | totaaltijd | zwemmen | fietsen | lopen   |
| ------ | ------------------ | ---- | ---------- | ------- | ------- | ------- |
| Goud   | Paula Newby-Fraser | USA  | 9:07.52    | 0:54.59 | 5:05.47 | 3:07.05 |
| Zilver | Erin Baker         | USA  | 9:23.37    | 0:56.32 | 5:08.47 | 3:18.18 |
| Brons  | Sara Coope         | GBR  | 9:33.20    | 1:02.34 | 5:19.09 | 3:11.36 |
| 4      | Thea Sybesma       | NED  | 9:34.24    | 1:00.00 | 5:10.16 | 3:24.07 |
| 5      | Krista Whelan      | USA  | 9:42.59    | 1:01.36 | 5:17.28 | 3:23.54 |
| 6      | JulieAnne White    | USA  | 9:46.37    | 1:02.32 | 5:29.59 | 3:14.05 |
| 7      | Jan Wanklyn        | USA  | 9:49.01    | 0:53.47 | 5:38.39 | 3:16.34 |
| 8      | Terry Schneider    | USA  | 9:49.49    | 1:03.11 | 5:25.00 | 3:21.38 |
| 9      | Louise Bonham      | AUS  | 9:53.29    | 0:58.54 | 5:31.32 | 3:23.02 |
| 10     | Wendy Ingraham     | USA  | 9:54.35    | 0:51.18 | 5:22.50 | 3:40.27 |

1978 · 
1979 · 
1980 · 
1981 · 
1982 (feb.) · 
1982 (okt.) · 
1983 · 
1984 · 
1985 · 
1986 · 
1987 · 
1988 · 
1989 · 
1990 · 
1991 · 
1992 · 
1993 · 
1994 · 
1995 · 
1996 · 
1997 · 
1998 · 
1999 · 
2000 · 
2001 · 
2002 · 
2003 · 
2004 · 
2005 · 
2006 · 
2007 · 
2008 · 
2009 · 
2010 · 
2011 · 
2012 · 
2013 · 
2014 · 
2015 · 
2016 · 
2017 · 
2018 · 
2019